# Stenocrates davisorum
Stenocrates davisorum är en skalbaggsart som beskrevs av S. Endrödi 1979. Stenocrates davisorum ingår i släktet Stenocrates, och familjen Dynastidae. Inga underarter finns listade.